# Radiogrammitis graminella
Radiogrammitis graminella är en stensöteväxtart som först beskrevs av Carl Frederik Albert Christensen, och fick sitt nu gällande namn av Barbara S. Parris. Radiogrammitis graminella ingår i släktet Radiogrammitis och familjen Polypodiaceae. Inga underarter finns listade.